# Източнокорейски залив
Източнокорейският залив (Броутън) (на корейски: 동조선만, Тончосонман) е голям морски залив в западната част на Японско море, край бреговете на Северна Корея, в основата на Корейския полуостров. Вдава се на запад в сушата на 160 km, а ширината на входа между носовете Хвандандан на север и Чананадздан на юг е 270 km. Дълбочината край бреговете е до 100 m, а в откритите части – до 2000 m. По крайбрежието са разположени множество по-малки заливи (Хамхънман, Йонхънман) и острови (Маяндо, Йодо, Ундо). В него се вливат пет по-големи реки: Намдечхон, Сончхонган, Кимджинган, Йонхинган и Намдечхон и някои по-малки. Приливите са неправилни полуденонощни с височина до 0,5 m. Бреговете му са гъсто заселени, като най-големите градове и пристанища са Вонсан, Хъннам, Тхончхон, Хонвон, Синпхо.